# Crash lors du meeting de Farnborough
Le crash lors du meeting de Farnborough est la désintégration en vol d'un chasseur à réaction survenue le 6 septembre 1952 lors d'une démonstration publique, au salon aéronautique de Farnborough dans le Hampshire, en Angleterre.
Un prototype de chasseur à réaction de Havilland DH.110 s'est écrasé après s'être désintégré en vol lors d'une manœuvre de voltige, causant la mort du pilote John Derry et de l'observateur d'essais en vol présent à bord, Anthony Richards; tuant 29 personnes et blessant 60 autres atteints par les débris.
La cause du crash est une défaillance structurelle résultant à un défaut de conception du bord d'attaque de l'aile. Tous les DH.110 furent immédiatement cloués au sol. Après modification, ce type d'appareil est entré en service dans la Royal Navy sous le nom de Sea Vixen.
Des procédures de sécurité plus strictes ont ensuite été adoptées pour les spectacles aériens au Royaume-Uni et il n'y a plus eu de décès de spectateurs jusqu'à l'accident du salon aéronautique de Shoreham en 2015 dans lequel onze personnes sont mortes,.

## Accident

### Équipage
L'équipage comprenait le pilote John Derry et l'observateur d'essais en vol Anthony Richards.
John Derry, 30 ans, avait servi dans la Royal Air Force, d'abord comme opérateur-radio/mitrailleur avant de terminer sa formation de pilote au Canada. Il a ensuite piloté des Hawker Typhoons et a été nommé commandant du 182e Escadron de la RAF en mars 1945. John Derry a reçu la Distinguished Flying Cross en juin 1945 et a ensuite reçu le Lion de bronze pour son rôle dans la libération des Pays-Bas. Après sa démobilisation, il devient pilote d'essai , remportant le trophée Segrave en 1948 pour « avoir battu le record de vitesse en avion sur circuit fermé de 100 km à Hatfield, Hertfordshire aux commandes d'un De Havilland DH 108, ayant atteint une vitesse de 605,23 mph (973,8 km/h)" .
Anthony Richards avait 25 ans et était diplômé de la Royal Aeronautical Society. Ayant travaillé pour De Havilland en tant qu'apprenti, il était devenu membre de la section des essais en vol en décembre 1948. En avril 1952, il était devenu le premier observateur d'essais en vol britannique à dépasser la vitesse du son, avec John Derry comme pilote.

### Faits
La démonstration prévue du DH.110 ce jour-là a failli être annulée lorsque l'avion WG 240 qui devait voler, un prototype de chasseur de nuit entièrement noir, est devenu inutilisable. Il s'agissait du deuxième prototype DH.110 de De Havilland et avait été emmené en supersonique au cours du spectacle le jour de l'ouverture . Derry et Richards ont alors récupéré le WG 236, le premier prototype DH.110, de l'usine De Havilland à Hatfield, Hertfordshire, et l'ont transporté à Farnborough, commençant leur présentation vers 15 h 45.
Après un piqué supersonique et un survol à 12 000 m et lors d'un passage à gauche à environ 830 km/h vers les 120 000 spectateurs du spectacle aérien, l'avion s'arrête lors de la ressource (remontée de l'appareil dans le plan vertical). En moins d'une seconde, l'avion se désintègre : les parties extérieures de l'aile, les deux moteurs et le cockpit se séparent de la cellule. Le cockpit, avec les deux membres d'équipage toujours à l'intérieur, tombe juste devant les spectateurs les plus proches de la piste, blessant plusieurs personnes. Les moteurs ont continué beaucoup plus loin avec une trajectoire balistique : un moteur s'est écrasé sans causer de dégâts humains, mais le second a percuté la colline où se tenait la foule, causant la plupart des décès. Le reste de la cellule s'est écrasé de l'autre côté de la piste.

### Témoignages
Un témoin oculaire, Richard Gardner, alors âgé de cinq ans, rappelle, à l'âge adulte  :

« I'll never forget, it looked like confetti, looked like silver confetti. The remaining airframe floated down right in front of us. It just came down like a leaf. And then the two engines, like two missiles, shot out of the airframe and hurtled in the direction of the airshow. There was a sort of silence, then people, one or two people screamed but mostly it was just a sort of shock. You could hear some people sort of whimpering which was quite shocking. »

Soixante-trois ans plus tard, s'exprimant sur l'émission de radio BBC Today à la suite du crash du Shoreham Airshow en 2015, l'auteure Moyra Bremner a rappelé sa propre expérience traumatisante. Une énorme détonation a fait taire la foule et a été suivie par "Mon Dieu, attention" du commentateur. Moyra Bremner, alors enfant, était debout sur le toit de la voiture de ses parents, s'est rendu compte qu'un moteur se dirigeait droit sur elle. Il est passé à quelques mètres au-dessus de sa tête, un "énorme cylindre brillant" décrit-elle, puis a plongé dans la foule sur la colline derrière.
Après l'accident, le programme du meeting aérien s'est poursuivi une fois que les débris ont été dégagés de la piste. Le pilote Neville Duke présentait le prototype Hawker Hunter et l'emmenant en supersonique au-dessus de la foule, plus tard dans la journée.

### Victimes et souvenir
Derry et Richards ont été tués avec 29 spectateurs au sol. Il a fallu 69 ans pour que les victimes civiles soient mises à l'honneur : un mémorial composé de 32 briques portant le nom du spectacle aérien et de ses 31 victimes a été dévoilé au Farnborough Air Sciences Trust le 6 septembre 2021,.

### Conséquences
La reine Elizabeth II et Duncan Sandys, le ministre de l'approvisionnement, ont tous deux envoyé des messages de condoléances. L'équipe d'enquêteurs a noté que Derry et Richards étaient "morts accidentellement dans le cours normal de leurs fonctions" et que "la mort (des spectateurs) était accidentelle", ajoutant qu"aucun blâme n'est attaché à M. John Derry". Le capitaine de groupe Sidney Weetman Rochford Hughes, le commandant du département de vol expérimental, a donné un témoignage d'expert, en disant : "De l'expérience précédente des démonstrations de vol de M. Derry ici pendant les quatre jours de présentation, des messages reçus de lui sur le radio-téléphone, et d'après l'enquête sur l'épave, je suis convaincu que le pilote n'a eu aucun avertissement de la panne imminente sur son avion.".

## Enquête
L'auteur Brian Rivas, qui a co-écrit le livre de 1982 John Derry, The Story of Britain's First Supersonic Pilot, a suggéré que lorsque Derry redressait l'avion et s'engageait dans une montée, la partie extérieure de l'aile droite s'est rompue, suivie du même incident sur l'aile gauche. Le changement soudain du centre de gravité qui a suivi a fait reculer l'avion, arrachant la section du cockpit, les deux moteurs et l'empennage. La désintégration du DH.110 a pris moins d'une seconde. Selon Brian Rivas, des enquêtes ultérieures ont montré que l'aile s'était brisée car elle n'avait que 64 % de sa résistance prévue. Le DH.110, redessiné, a repris ses vols en juin 1953 et a finalement été développé pour devenir le chasseur naval de Havilland Sea Vixen.
Des mesures de sécurité plus strictes pour les spectacles aériens ont ensuite été imposées : les avions étaient obligés de garder une distance minimum de 230 m des foules en cas de vol rectiligne et 450 m lors des manœuvres, et toujours conserver une altitude d'au moins 150 m.